# Макроцефалія
Макроцефалія — це стан, при якому голова людини має аномально великий розмір; це стосується скальпу, черепу та його вмісту. Макроцефалія може бути патологічною, доброякісною, генетично обумовленою. Люди з макроцефалією мають регулярно перевірятися на наявність супутніх патологій.

## Причини
Хоча в багатьох випадках макроцефалія не супроводжується неврологіними порушеннями, вона може бути патологічною. Патологічна макроцефалія може бути обумовлена мегаленцефалією (збільшення мозку за рахунок гіпертрофії та гіперплазії нервових елементів або за рахунок гіпертрофії й гіперплазії допоміжних клітин нервової тканини, що трапляється частіше), гідроцефалією (аномально підвищена кількість спинномозкової рідини), черепним гіперостозом (розростанням кісток) та іншими станами. Патологічну макроцефалію називають синдромічною, якщо вона пов'язана з будь-яким іншим вартим уваги станом, і «несиндромною» в протилежному випадку. Патологічна макроцефалія може викликатися вродженими анатомічними порушеннями, генетичними станами або зовнішніми чинниками.
Макроцефалія, в тому числі сімейна, пов'язана з багатьма станами, зокрема з аутизмом; PTEN мутаціями, такими як хвороба Коудена, нейрофіброматозом типу 1 і туберозним склерозом; синдромами розростання, такими як синдром Сотоса (церебральний гігантизм), синдром Вівера, синдром Сімпсона-Голабі-Бемеля (синдром бульдога) та макроцефалічно-капілярною мальформацією (M-CMTC); нейрокардіофаціально-шкірними синдромами, такими як синдром Нунана, синдром Костелло, синдром Горліна, та кардіофаціокутанозний синдром; Синдромом ламкої Х хромосоми; лейкодистрофіїями (дегенерації білої речовини головного мозку), такими як хвороба Александера, хвороба Канавана та мегаленцефальна лейкоенцефалопатія з кістами підкіркової тканини; і глутаровою ацидурією типу 1 і D-2-гідроксиглутаровою ацидурією.
Було виявлено, що хромосомні дуплікації пов'язані з аутизмом та макроцефалією; з іншого боку, виявлено, що хромосомні делеції пов'язані з шизофренією та мікроцефалією.
До зовнішніх чинників, пов’язаних з макроцефалією, належать інфекції, внутрішньошлуночкові кровотечі у новонароджених, субдуральні гематоми (кровотечі під зовнішньою оболонкою мозку), субдуральний випіт (збір рідини під зовнішньою оболонкою мозку) та арахноїдальні кісти (кісти на поверхні мозку), пухлини, черепно-мозкові травми.
При дослідженні висота черепа або візуалізація мозку можуть бути використані для більш точного визначення внутрішньочерепного об’єму.

### Перелік деяких причин макроцефалії
Причин макроцефалії є багато, тут наведено найвідоміші.

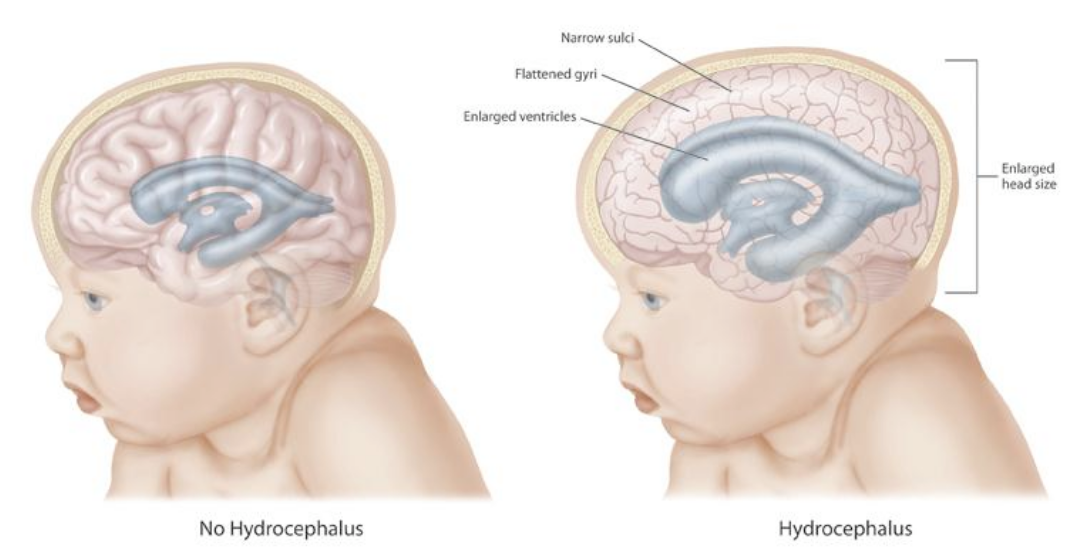
Схематичне зображення процесу збільшення голови у дитини з гідроцефалією

#### Гідроцефалія
Гідроцефалія — захворювання, що характеризується надлишковим накопиченням цереброспінальної рідини у шлуночковій системі головного мозку в результаті ускладнення її переміщення від місця секреції (шлуночки головного мозку) до місця абсорбції (субарахноїдальних цистерн) — окклюзійна гідроцефалія, або в результаті порушення абсорбції — арезорбти́вна гідроцефалія. 
Причинами гідроцефалії можуть бути:
- мальформація Арнольда — Кіарі;
- акведуктальний стеноз;

Деформація Денді-Уокера

- Х-зчеплена гідроцефалія зі стенозом водопроводу;
- синдром Денді — Уокера;
- аневризма вени Галена або мальформація;
- голопрозенцефалія;
- розширений субарахноїдальний простір(часто внаслідок крововиливу);
- внутрішньошлуночковий крововилив;
- саркоїдоз;
- менінгіт чи менінгоенцифаліт.

#### Сімейні, аутосомно-домінантні, аутосомно-рецесивні, зчеплені з Х.

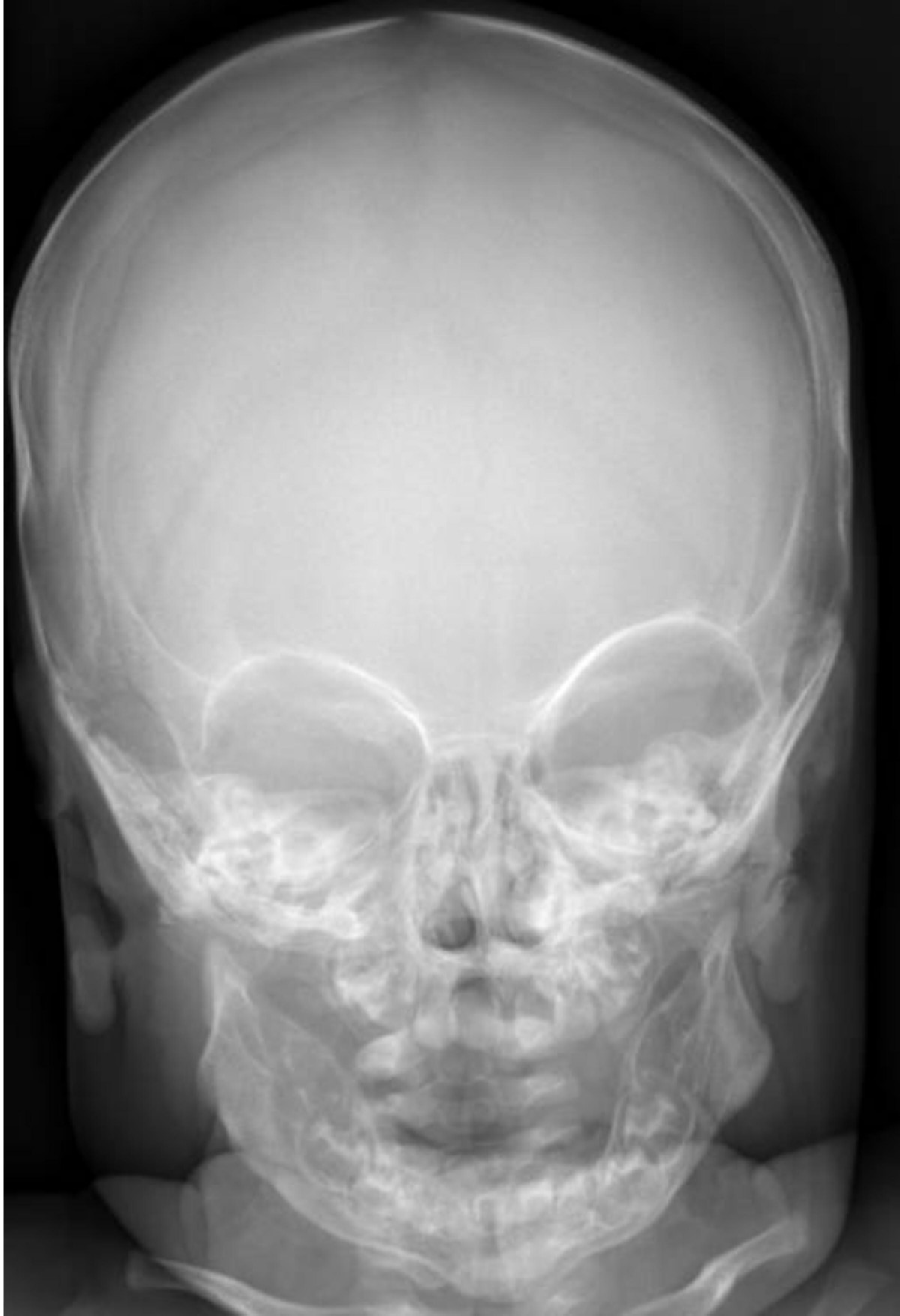
Гіперостоз

#### Супратенторіальна арахноїдальна кіста
Супратенторіальна арахноїдальна кіста — лікворна кіста, стінки якої сформовані клітинами павутинної оболонки. Є вродженою аномалією розвитку головного мозку, що може призводити до деформації черепа.

#### Менінгеальний фіброз/непрохідність

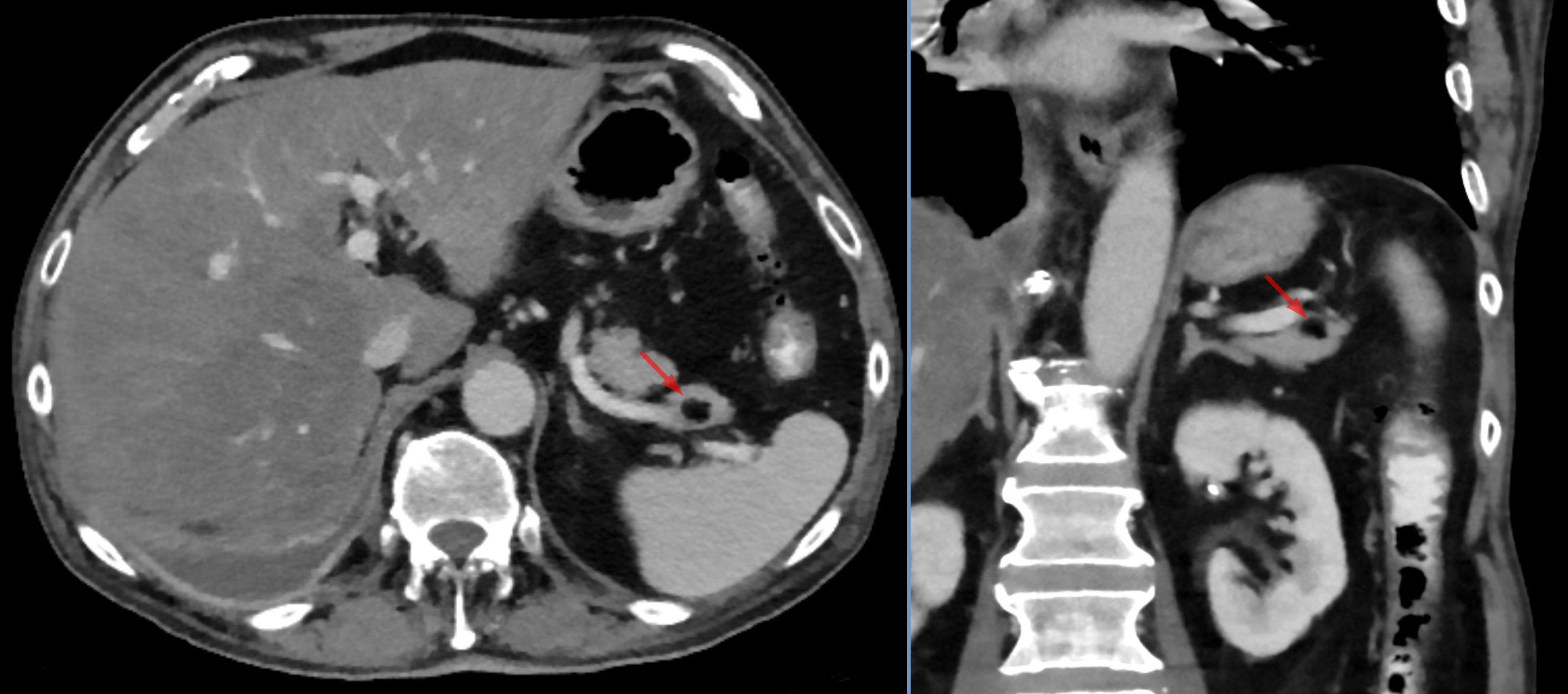
Емпієма

- постзапальний;
- постгеморагічний;
- пухлинна інфільтрація.

#### Судинні причини макроцефалії
- артеріовенозна мальформація;
- внутрішньочерепні крововиливи;
- тромбоз дурального синуса.

#### Нейрокутанні синдроми
- Інконтиненція пігментна

#### Деструктивні ураження
- гідранцефалія;
- поренцефалія.

#### Причини макроцефалії пов'язані з субдуральною рідиною
- гематома;
- гігрома;
- емпієма.

#### Набряк мозку (токсично-метаболічний)
Може викликатися:
- інтоксикацією;
- свинцем;
- вітаміном А;
- тетрациклінами;
- ендокринними порушеннями (гіпопаратиреоз, гіпоадренокортицизм);
- галактоземією;
- ідіопатичний (внутрінньочерепна гіпертензія).

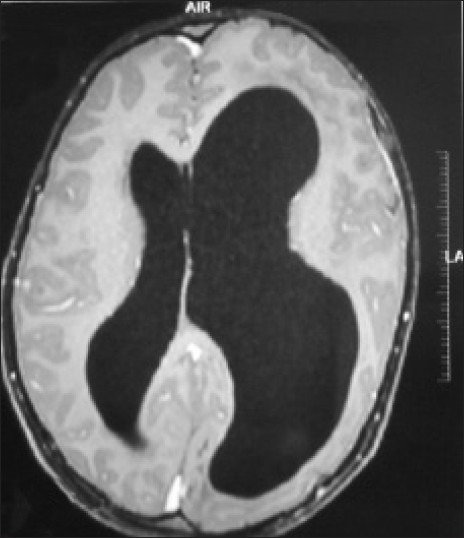
Гемімегаленцефалія

#### Потовщення черепа чи скальпу (гіперостоз)
- сімейна варіація;
- анемія;
- остеопороз, важкий аутосомно—рецесивний остеопороз(CLCN7, TCIRG1);
- пікнодизостоз(CTSK);
- краніометафізарна дисплазія(ANKH);
- краніодіафізарна дисплазія;
- пайлова дисплазія;
- склеростероз (SOST);
- ювенільна хвороба Педжета;
- ідіопатична гіперфосфатазія;
- сімейна остеоектазія;
- рахіт;
- клейдокраніальний дизостоз;
- синдром Ворта;
- синдром Протея.

#### Мегаленцефалія та гемімегаленцефалія
Мегаленцефалія — це порушення розвитку при якому мозок має аномально великий розмір. Середня вага мозку на 2,5 стандартні відхилення перевищує середнє значення загальної сукупності. Гемімегаленцефалія — надзвичайно рідкісна форма макроцефалії, що характеризується нерівномірним розвитком півкуль мозку (половина мозку більша за іншу).

## Діагностика
Діагноз може бути встановлений внутрішньоутробно або протягом 18—24 місяців після народження. Діагностика у немовлят включає вимірювання окружності голови дитини та порівняння її з віковими нормами, перевищення цієї окружності на 2 стандартних відхилення від значення окружності голови для 97,5 процентиля дітей з подібними демографічними показниками може свідчити про макроцефалію. При значному перевищенні 97,5 процентиля, пацієнта перевіряють на наявність внутрішньочерепного тиску і визначають необхідність негайного хірургічного втручання. Якщо негайне оперативне втручання не потрібне, проводять подальші тестування, щоб визначити наявність у пацієнта макроцефалії і її доброякісність.

### Доброякісна або сімейна макроцефалія
Доброякісна макроцефалія може виникати без причини або успадковуватися (при цьому вона вважається доброякісною сімейною макроцефалією і вважається мегаленцефальною формою макроцефалії). Діагноз сімейної макроцефалії визначається шляхом вимірювання окружності голови обох батьків та порівняння її з окружністю у дитини. Доброякісна та сімейна макроцефалія не пов'язані з неврологічними розладами, але нейророзвиток все одно оцінюється.
Хоча неврологічні розлади зазвичай не спостерігаються, сімейна макроцефалія може супроводжуватися такими тимчасовими симптомами, як: затримка розвитку, епілепсія та легка гіпотонія.

## Лікування
Лікування варіюється залежно від наявності у дитини інших захворювань і локалізації спинномозкової рідини:
- якщо рідина виявлена між мозком та черепом, хірургічне втручання не потрібне[11][14];
- якщо між шлуночковими просторами в мозку виявляється надлишок рідини, знадобиться хірургічне втручання.

## Асоційовані синдроми
Нижче наведено деякі синдроми, пов’язані з макроцефалією. 

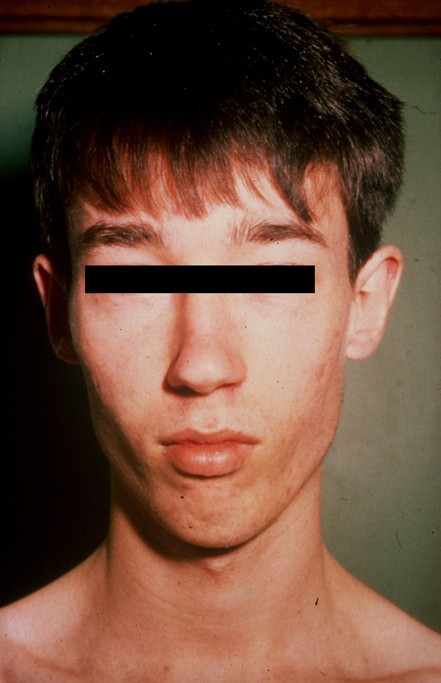
Синдром Лужана-Фрінса

### Пов'язані з чисельними аномаліями

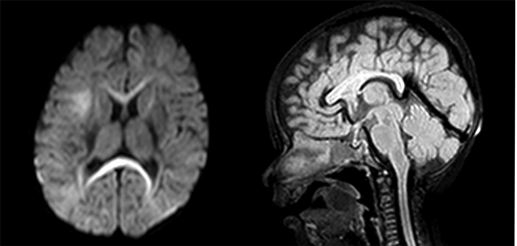
Синдром Стерджа-Вебера

- акрокалозальний синдром;
- синдром Аперта;
- Баннаян — Райлі — Рувалькаба;
- кардіофаціошкірний синдром;
- делеція хромосоми 22qter;
- клейдокраніальний дизостоз;
- синдром Костелло;
- енцефалокраніокутанний ліпоматоз;
- синдром FG;
- синдром Хайлермана — Стрейфа;
- гіпомеланоз Іто;
- синдром Лужана — Фрінса;
- синдром Маршалла — Сміта;
- нейрофіброматоз I;
- синдром Перлмана;
- синдром Рітшера — Шінцеля;
- синдром Робінова;
- синдром Сімпсона — Голабі — Бемеля;
- синдром Сотоса;
- синдром Стерджа — Вебера;
- синдром Вівера;
- синдром Відермана — Раутенштрауха.

### Пов'язані з порушенням обміну речовин

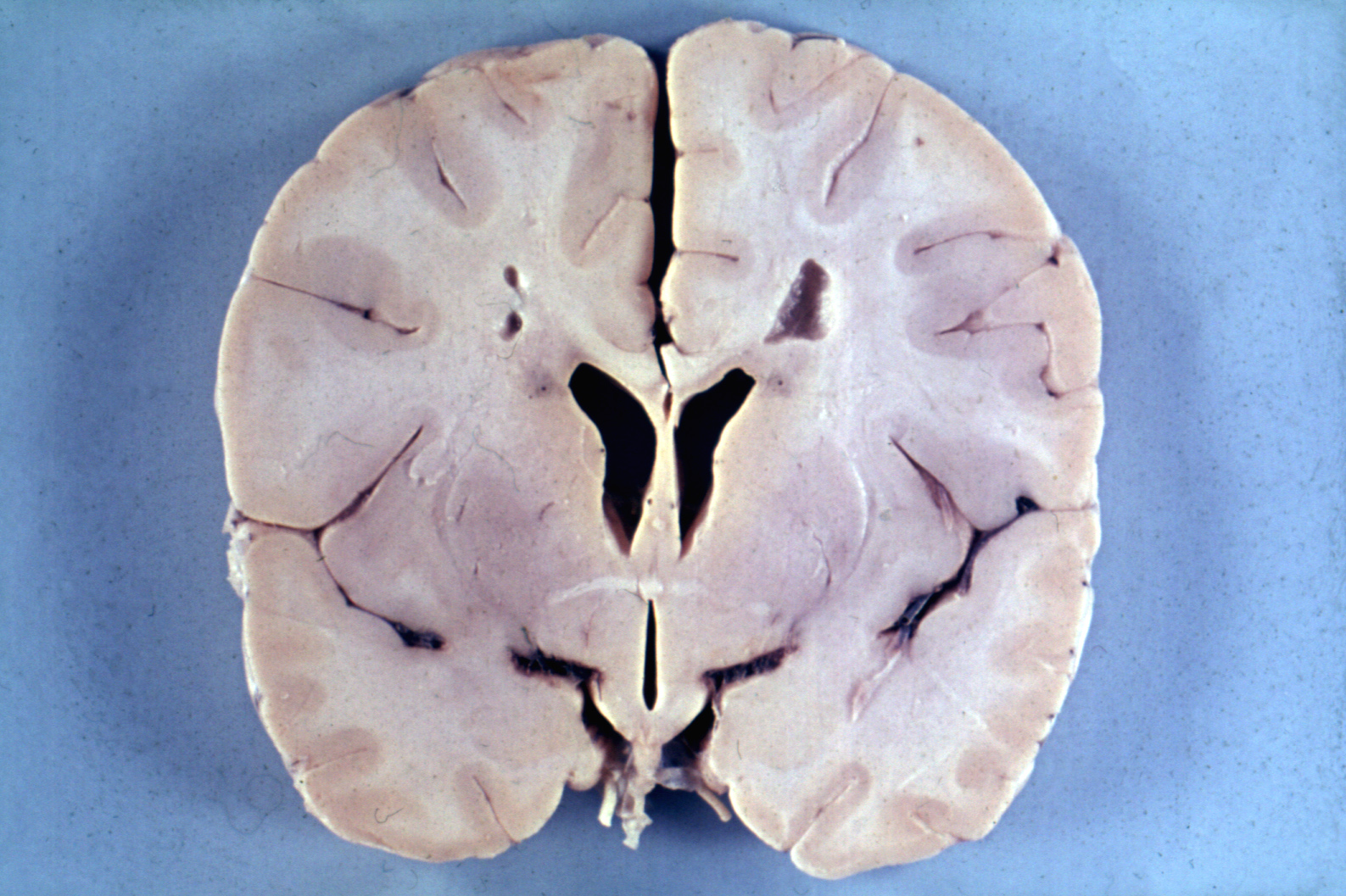
Хвороба Олександра

- глутарова ацидурія II типу;
- гангліозидоз GM1;
- синдром Хантера;
- синдром Герлера;
- MPS VII;
- синдром Санфіліппо;
- синдром Зеллвегера.

### Пов’язані зі скелетною дисплазією
- ахондроплазія;
- камптомелічна дисплазія;
- краниодіафізарна дисплазія;
- араниометалфізарна дисплазія;
- гіпохондрогенез;
- гіпохондроплазія;
- синдром Найста;
- остеопетроз, аутосомно—рецесивна форма;
- дисплазія Шнекенбекена;
- склеростеоз;
- синдром короткого ребра, тип Бемера — Лангера;
- вроджена спондилеопіфізарна дисплазія;

Хвороба Тея-Сакса

- танатофорна дисплазія.

### Інші
- хвороба Вільяма Александера;
- хвороба Канавана;
- дефіцит кобаламіну(поєднана метилмалонова ацидурія та гомоцистинурія);
- синдром Денді — Вокера;
- глутарова ацидурія I;
- L-2 гідроксглутарова ацидурія;
- мегаленцефальна лейкоенцефалопатія;
- перивентрикулярна гетеротопія;
- хвороба Сандхофа;
- хвороба Тея — Сакса.